# BYD Seal 06 EV
O BYD Seal 06 EV é um sedan elétrico a bateria (BEV) de segmento D produzido pela fabricante chinesa BYD Auto. Lançado em junho de 2025, o veículo integra a série Ocean da BYD e posiciona-se como um modelo mais acessível que o seu "irmão" BYD Seal, visando competir diretamente com outros sedans elétricos de grande volume, como o Tesla Model 3.
O Seal 06 EV é construído sobre a nova plataforma e-Platform 3.0 Evo da BYD e incorpora a linguagem de design "Ocean Aesthetics", sob a liderança do Diretor Global de Design da BYD, Wolfgang Egger.

## História e Desenvolvimento
O BYD Seal 06 EV foi revelado pela primeira vez através de registros no Ministério da Indústria e Tecnologia da Informação (MIIT) da China em março de 2025, onde suas especificações e design foram expostos ao público. O modelo foi concebido para expandir a bem-sucedida linha "Ocean" da BYD, oferecendo uma opção de sedan elétrico mais focada em custo-benefício, sem abandonar as tecnologias centrais da marca, como as Baterias Blade e o sistema de cockpit inteligente.
O lançamento oficial ocorreu em 7 de junho de 2025, durante o Salão do Automóvel de Chongqing, na China. Na ocasião, a BYD anunciou os preços altamente competitivos para o mercado chinês, variando de ¥109.800 a ¥129.800 (aproximadamente US$ 15.150 a US$ 17.900 na data de lançamento), um movimento estratégico para intensificar a guerra de preços no maior mercado de veículos elétricos do mundo.
O Seal 06 EV é baseado na nova arquitetura e-Platform 3.0 Evo, uma evolução da plataforma anterior da BYD, projetada para otimizar a eficiência, o espaço interno e a integração dos componentes elétricos.

## Design
O design do Seal 06 EV segue a filosofia "Ocean Aesthetics" da BYD, que se inspira em elementos marinhos para criar formas fluidas e dinâmicas.

### Exterior
A dianteira do veículo apresenta uma face fechada, característica de veículos elétricos, com faróis de LED afilados que lembram o design do BYD Seal. O para-choque possui entradas de ar trapezoidais na parte inferior e detalhes em formato de "L" nas extremidades, conferindo um visual agressivo e moderno.
De perfil, o Seal 06 EV exibe uma silhueta de fastback, com uma linha de teto que desce suavemente até a traseira, otimizando a aerodinâmica. As maçanetas são embutidas (flush door handles) para reduzir o arrasto, e as linhas de caráter são limpas e fluidas. Na traseira, o destaque é a lanterna contínua (full-width taillight), um elemento de design presente em outros modelos da linha "Ocean", que reforça a identidade visual da marca.

### Interior
O interior do Seal 06 EV é minimalista e tecnológico. O painel é dominado por uma grande tela central giratória de 15,6 polegadas, que serve como interface para o sistema de infoentretenimento e a maioria dos controles do veículo. O painel de instrumentos é totalmente digital. O console central é elevado e abriga o seletor de marchas de cristal, um carregador sem fio para smartphones e outros controles físicos essenciais.
Os materiais utilizados no acabamento incluem superfícies macias ao toque e detalhes que imitam metal escovado, buscando transmitir uma sensação de qualidade superior para a sua faixa de preço. O espaço interno é otimizado pela plataforma elétrica dedicada, oferecendo um piso plano na traseira e um bom espaço para pernas e cabeça para todos os ocupantes.

## Especificações Técnicas
O BYD Seal 06 EV é oferecido em duas configurações de motor e bateria, ambas com tração dianteira.
| Modelo   | Bateria (LFP Blade) | Autonomia (CLTC) | Potência        | Torque  | 0–100 km/h | Velocidade Máxima |
| -------- | ------------------- | ---------------- | --------------- | ------- | ---------- | ----------------- |
| 800 Pro  | 46,08 kWh           | 470 km           | 120 kW (163 cv) | 220 N⋅m | 8,8 s      | 180 km/h          |
| 800 Pro+ | 56,64 kWh           | 545 km           | 160 kW (218 cv) | 330 N⋅m | 7,5 s      | 180 km/h          |

Fonte: CnEVPost, CarNewsChina
Ambas as versões utilizam a renomada Bateria Blade da BYD, que é conhecida por sua segurança e durabilidade. O sistema de carregamento rápido permite recarregar a bateria de 30% a 80% em aproximadamente 24 minutos.

## Tecnologia e Recursos
O Seal 06 EV vem equipado com o sistema de cockpit inteligente DiLink da BYD, que inclui:
- Tela central giratória de 15,6 polegadas: Permite alternar entre os modos paisagem e retrato.
- Conectividade 6K: Suporte para comandos de voz avançados e atualizações remotas (OTA - Over-the-Air).
- NFC Key: Permite que o veículo seja destravado e ligado usando um smartphone compatível.
- Sistema de som de alta fidelidade e iluminação ambiente personalizável.

O modelo também pode ser equipado com o sistema de assistência ao motorista (ADAS) DiPilot 100, que oferece recursos como controle de cruzeiro adaptativo, assistente de permanência em faixa e frenagem automática de emergência.

## Segurança
O BYD Seal 06 EV é construído sobre a e-Platform 3.0 Evo, uma arquitetura projetada com foco em segurança passiva e ativa. A Bateria Blade é um componente estrutural do chassi (tecnologia Cell-to-Body), o que aumenta a rigidez torcional do veículo e melhora a proteção em caso de colisão.
Embora o Seal 06 EV ainda não tenha sido testado por órgãos como o Euro NCAP ou o C-NCAP (até junho de 2025), modelos relacionados que utilizam plataformas e tecnologias semelhantes obtiveram excelentes resultados. O BYD Seal recebeu a classificação máxima de 5 estrelas do Euro NCAP em 2023, com altas pontuações na proteção de adultos e crianças. O BYD Sealion 6 (conhecido como Seal U em alguns mercados) também alcançou 5 estrelas no teste do ANCAP em 2024.[carece de fontes?] Estes resultados indicam um alto potencial de segurança para o Seal 06 EV.

## Mercado e Recepção
O BYD Seal 06 EV foi lançado com uma estratégia de preços agressiva, posicionando-se como um forte concorrente para o Tesla Model 3 no mercado chinês. Enquanto o Model 3 tem um preço inicial de ¥231.900, o Seal 06 EV começa em menos da metade desse valor, oferecendo dimensões e autonomia comparáveis em suas versões de topo.
A recepção inicial da imprensa especializada destacou o excelente custo-benefício do veículo, elogiando o design, a qualidade percebida do interior e a lista de equipamentos de série. As críticas se concentraram em pontos como a suspensão, que alguns consideraram excessivamente macia, e a dependência da tela central para muitas funções, uma característica comum em veículos elétricos modernos.

### Brasil
Até junho de 2025, não há confirmação oficial sobre o lançamento ou os preços do BYD Seal 06 EV no Brasil. A BYD do Brasil registrou o modelo Seal 06 DM-i (versão híbrida plug-in) no Instituto Nacional da Propriedade Industrial (INPI), indicando um possível interesse em trazer a família Seal 06 para o mercado brasileiro, mas informações sobre a versão totalmente elétrica ainda são aguardadas.